# NHK高松放送局
NHK高松放送局（日语：NHK高松放送局），又译NHK高松广播电视台，是日本放送協會位於香川縣高松市、負責主管香川縣當地事務的地方广播电视台（放送局）。

## 频道频率一览

### 电视频道
- NHK综合频道（呼号JOHP-DTV）
- NHK教育频道（呼号JOHD-DTV）

### 广播频率
- NHK第一套广播（呼号JOHP）
- NHK第二套广播（呼号JOHD）
- NHK调频广播（呼号JOHP-FM）

## 外部連結
- NHK高松放送局 （页面存档备份，存于）
- nhk_takamatsu的X（前Twitter）